# ガズヴィーン州
ガズヴィーン州（ガズヴィーンしゅう、ペルシア語: استان قزوین, ラテン文字転写: Ostān-e Qazvīn）はイランの州（オスターン）。イラン北西部に位置し、州都はガズヴィーン。

## 地理と気候
面積は15,821km²。東経48度45分から50度50分、北緯35度37分から36度45分にかけて位置している。北にマーザンダラーン州、ギーラーン州、西にハマダーン州、ザンジャーン州、南にマルキャズィー州、東にアルボルズ州と境を接する。
州内の山々ではサイヤーラーン、シャー・アルボルズ、ハーシュチャール、セフィード・クーフ、ショジャーイェ・ディーン、アレフターレフ、ラーマンド、アグ・ダグ、ハラガーン、サーリーダグ、ソルターン・ピール、スィヤーフクーフが有名である。このうちシャー・アルボルズが4056m、サイヤーラーンが4175mでもっとも高い。すべてアルボルズ山脈の中央部に属する。最も標高が低いのはターロメ・ソフラーである。
気候は、北部では冬に寒く降雪があり、夏は温暖である。南部は冬にやや寒く、夏暑い。

## 住民

### 人口
人口は2003年現在、100万強。62%が都市に住み、38%が農村で暮らしている。男女比は男50.7%に対し、女49.3%。識字率は82%強で、全国第7位である。

### 言語
ペルシア語、ターティー、アゼリー、ギーラキー、タリーシュなど。

### 宗教
ムスリムが99.6%で大部分を占め、その他の宗教が0.4%。

## 概要と歴史
ガズヴィーンはサファヴィー朝の旧都で、2000を超える建築・遺跡などの文化財がある。文化的中心として古くより栄えたガズヴィーンの街が、今日の州都ガズヴィーンである。
ガズヴィーン平原における農耕定住地の存在は紀元前7000年ころまで遡ることが考古学的調査によって判明している。「ガズヴィーン」の名はカスピ海南岸に分布したカス族（Cas）に由来し、西洋の文献ではKazvinやKasvin、あるいはCasbinと転写されてきた。カスピ海の名も同様にカス族に由来する。ガズヴィーンはテフラーン、エスファハーン、ペルシア湾とカスピ海沿岸、アナトリアの結節点に位置し、長く戦略上の要衝となってきた。
ガズヴィーンはイラン史を揺り動かす震源であったといってもよい。イスラーム初期にはアラブ軍の拠点となった。13世紀にはチンギス・ハーンによる破壊を受けた。サファヴィー朝は1548年以降、1598年にエスファハーンに遷都するまでガズヴィーンを首都とした。ガージャール朝以降、ガズヴィーンはテフラーン周辺にあって、政府によるイラン統治の最重要拠点であった。
両大戦期にはロシア帝国軍、ソヴィエト連邦軍による攻撃と占領を受けた。パフラヴィー朝の成立に至る1921年のクーデタもまたガズヴィーンから始まった。ガズヴィーンはアラムート城砦にも近い。「暗殺教団」として知られるニザール派（シーア派イスマーイール派の一派）の拠点となった場所で、指導者ハサネ・サッバーフはここから指揮を執った。このような歴史を経て、ガズヴィーンは人口29,000（1996年現在）のガズヴィーン州の州都となって現在に至っている。

## 行政区分
ガズヴィーン州は4郡（シャフレスターン）、18地域行政区（バフシュ）、20市（シャフル）、44行政村域（デヘスターン）、1543村（デフ）を擁する。
ガズヴィーン州の郡（シャフレスターン）と市（シャフル）を以下に示す。
ガズヴィーン郡ガズヴィーン市 | エグバーリーイェ市 | ビーデスターン市 | アルヴァンド市 | モハンマディエ市 | クーヒーン市 | マフムーダーバード・ネムーネ市 | ラーズミヤーン市 | モアッレム・ケラーイェ市
ターケスターン郡ターケスターン市 | エスファルヴァリーン市 | ホッラムダシュト市 | ズィヤー・アーバード市
ブーイーン・ザフラー郡ブーイーン・ザフラー市 | アルダーグ市 | アーヴァジュ市 | ダーネスファハーン市 | シャール市 | アーブギャルム市
アーブイェク郡アーブイェク市

## 経済

### 農業
ガズヴィーン州の耕地は13,000km²、イラン総耕地の12%を占める。多数のガナートや深い井戸、ターレガーンおよびズィヤーラーンのサングバーン・ダムからの運河によって灌漑されている。おもな農産品はブドウ、ヘイゼルナッツ、ピスタチオ、アーモンド、クルミ、オリーブ、リンゴ、小麦、テンサイ、ザクロ、イチジク、その他の穀物である。畜産、養鶏、漁業も州内各地で行われている。

### 産業

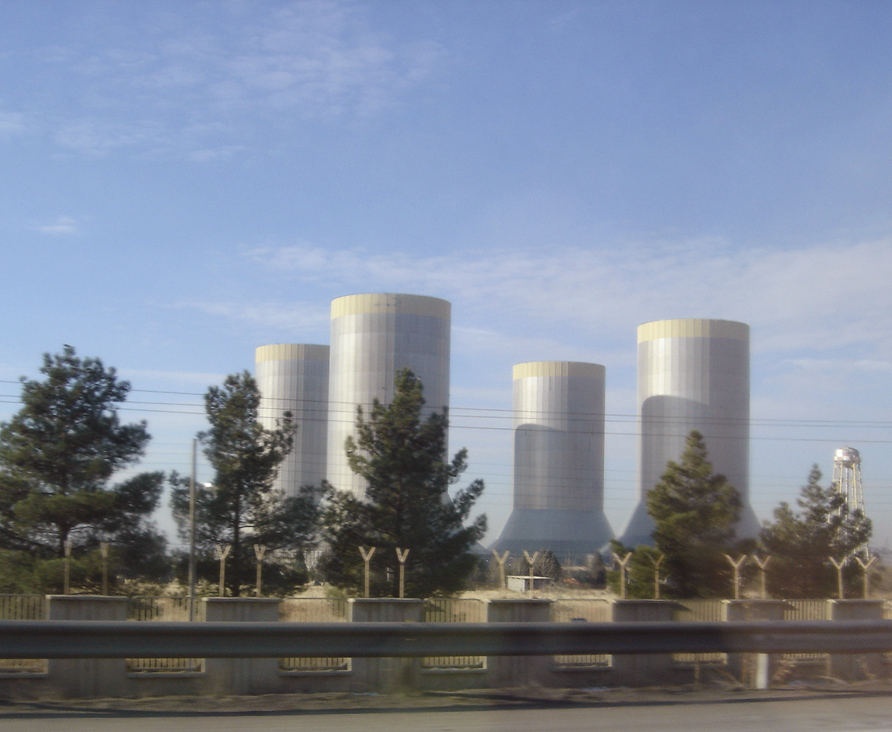
シャヒード・ラジャーイー発電所。

ガズヴィーン州はテフラーンとタブリーズを結ぶ鉄道、高速道路の経由点にあり、パフラヴィー朝以来、ガズヴィーン州はその好立地により、イランにおける産業発展の旗手の役割を果たしている。ガズヴィーン州は今日では綿織物、絹織物、ビロードなどの織物貿易の中心地で、皮革も扱う。ガズヴィーンにはイラン最大の発電所の一つシャヒード・ラジャーイー発電所があり、イランの電力の7%を供給している。

## 教育

### 高等教育機関
1. エマーム・ホメイニー国際大学
2. イスラーム自由大学ターケスターン
3. イスラーム自由大学ガズヴィーン
4. ガズヴィーン医科大学
5. シャヒード・バーバーイー工科大学

## ガズヴィーンの名勝、観光地
ガズヴィーンには最も古いもので9,000年前にさかのぼる複数の考古学遺跡がある。また
23のニザール派などの城塞跡が周辺に残る。ガズヴィーン市内にはサーサーン朝代の遺跡の一つ、メイムーン・ガルエがある。
ガズヴィーンが首都となったサファヴィー朝代から残る建築は多くはない。その中で最も有名なのは、ガズヴィーン中心部のアリー・カプ邸宅で、今日では博物館となっている。

### モスク

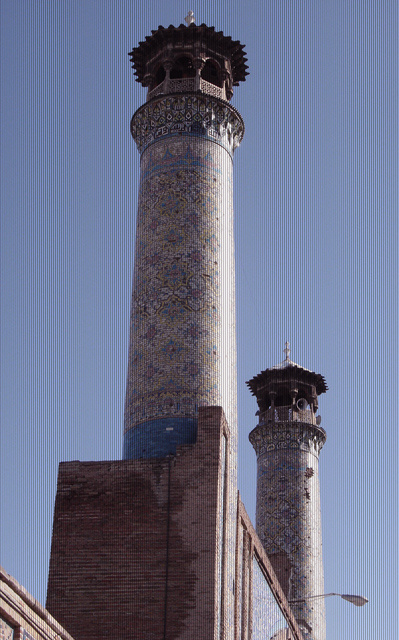
9世紀に造営されたジャーメ・アティーグ・モスク。

イスラーム、特にスーフィズム、ハディース学、法学（フィクフ）、哲学の隆盛により、ガズヴィーンには多くのモスク、マドラサ（イスラーム学院）が建てられた。その中でも有名なものを以下に示す。
- ジャーメ・アティーグ・モスク: イランのもっとも古いモスクの一つ。807年、ハールーン・アッ＝ラシードの命により建設された。モンゴル帝国の侵攻にともなう破壊にもかかわらず、今日も偉容を誇っている。
- ヘイダーリーイェ・モスク: 前イスラーム期にさかのぼる。モスクに改装される以前はゾロアスター教寺院であった。1119年の地震ののちアミール・ホマルターシュによって再建。
- アン・ナビー・モスク（ソルターニー・モスク）: サファヴィー朝期創建。古いモスクの一つで、14,000m²nの敷地を持つ。
- サンジーデ・モスク: 前イスラーム期にさかのぼる。もとゾロアスター教寺院。セルジューク朝代に今日の姿になった。
- パンジェ・アリー・モスク: サファヴィー朝期に王家のハレムの人びとの礼拝所であった。
- ペイガムバリーイェ学院モスク: 碑銘によると1644年創建
- モッラー・ヴェルディーハーニー学院モスク: 1648年創建
- サーレヒーイェ学院モスク: 1845年創建
- シェイホルエスラーム学院モスク: 1903年再建
- エルテファーティーエ学院: イルハン朝期にさかのぼる学院
- サルダール学院モスク: 1815年、ホセイン・ハーン、ハサン・ハーンのサルダール兄弟の創建。イラン・ロシア戦争での戦勝と帰還の祈願誓約によるもの。

### 教会、ロシア建築
ガズヴィーンには19世紀末から20世紀初にかけてのロシア人の建築が3つ残っている。現在の市庁舎（以前はバレー劇場）、貯水施設、正教会である。教会にはロシア人が葬られている。
ピエトロ・デッラ・ヴァッレ(1588-1713)、ジャン・バティスト・タヴニエ(1605-1689)、ジャン・シャルダン(1643-1713)らの旅行家によれば、ガズヴィーンには長い間、さまざまな宗派のクリスチャンが数多く生活していたという。ガズヴィーンには聖フリプシメ教会があり、イエス・キリストの顕現を4人のユダヤ教預言者が伝えたのもこの地であると伝わる。その墓所は民間の信仰を集めて「ペイガムバリーイェ」と呼ばれている。

### 城塞
今に残る城塞のほとんどが中世イスマーイール派ニザール派のものである。
- アラムート城砦（英語版）
- ラムベサール城塞
- シールクーフ砦
- ゲズ・ガレ砦
- シャミラーン城
- メイムーン・ガルエ
- バラージーン・ガルエ

### 墓廟
墓廟建築はガズヴィーン州の魅力の一つである。セルジューク朝の二人の王子、サアドの子アブー・サイード・ビージャールとタキーンの子アブー・マンスール・イルターイーの墓廟は、二つの塔にわかれており、「ハラガーン双子塔」として知られている。1067年の創建で、非円錐二重のドームを用いた最初のイスラーム建築である。2003年3月の地震によって激しい損傷を受けた。
その他、ガズヴィーン州内の著名な墓廟・墓地は以下の通り。
- エマームザーデ・ホセイン
- ペイガムバリーイェ（ユダヤの四預言者が葬られているとされる）
- エマームザーデ・エスマーイール
- アーメネ・ハトゥーン
- ゾヴェイデ・ハトゥーン（伝統的給水施設としても機能した）
- エマームザーデ・アーブアーザル
- エマームザーデ・アブドッラー、エマームザーデ・ファズロッラー（ファルサジーン）
- エマームザーデ・ヴァリー（ズィヤー・アーバード）
- エマームザーデ・カーマル（ズィヤー・アーバード）
- エマームザーデ・アリー（シェキャルナーブ）
- ハフト・サンドゥーグ廟
- ハサナーバード・シャークフ墓廟
- ソルターン・ヴェイス
- ピーレ・ターケスターン廟
- キャファール・ゴンバド
- ハムドッラー・モストウフィー廟
- エマーム・アフマド・ガザーリー墓廟
- モッラー・ハリーファ墓廟
- シャヒード・サーレス墓
- ライーソル・モジャーヘディーン墓

### 伝統的貯水施設
古くは「貯水施設（アーブ・アンバール）の街」 と呼ばれ、ガズヴィーンには貯水施設が多く100余があったというが、現在では10が残されているに過ぎない。これらはガズヴィーン州文化遺産協会によって保護されている。
- 金曜（ジャーメ・アティーグ）モスク貯水施設
- モッラー・ヴェルディーハーニー貯水施設
- サルダーレ・ボゾルグ貯水施設
- サルダーレ・クーチェク貯水施設
- バーザール貯水施設
- アーガー貯水施設
- ハーッジ・カーゼム貯水施設
- ハーケム貯水施設

### バーザール、キャラヴァンサライ
ガズヴィーンには古いバーザールやキャラヴァンサライの好例が残されている。
- サドル・サルタネ複合施設
- カイサーリーヤ（ゲイサリーイェ）
- サラーイェ・ヴァジール
- サラーイェ・ラザヴィー（シャー）
- サラーイェ・ハーッジ・レザー
- サーディーイェ・バーザール
- シャー・アッバースィー・キャラヴァンサライ（アーヴァジュ）
- ハージェブ・シャー・アッバースィー（ケイホスロー）・キャラヴァンサライ

### 旧市門・その他の史跡
ガズヴィーンの市門は9世紀には7つがあったといい、その後ガージャール朝代には以下の9つになっている。それぞれの市門（ペルシア語: دروازه darvāze）を通って、道は周辺の都市などに通じていたのである。
1. パンベ・リーセ門
2. シェイハーバード門
3. ラシュト門
4. マグラヴァク門
5. ハーンダグバール門
6. シャーザーデ・ホセイン門
7. モッサラー門
8. テフラーン門
9. ラーヘ・クーシュク門

20世紀に入っての急速な市域拡大により、今日では最後の2つしか残っていない。その他のガズヴィーン州の史跡には以下のようなものがある。
- チェヘル・ソトゥーン宮博物館
- ホセイニイェ・アミーニーハー（ガズヴィーン固有の伝統的イラン住宅建築）
- シャー・アッバースィー橋
- サファー浴場
- ガージャール浴場

## ガズヴィーンの著名人
ガズヴィーンに生まれ、あるいは暮らし、あるいは葬られた学者、スーフィーは実に数多い。墓廟はガズヴィーン州内各所に点在している。立派なシャーザーデ・ホセイン廟もあるが、シーア派のイマーム・フサイン自身はガズヴィーンの出身ではない。
- アリー・アクバル・デフホダー: 言語学者でイラン最初の近代ペルシア語辞典の編纂者。ガズヴィーン出身
- ウバイド・ザーカーニー: 14世紀の著名な詩人。風刺的・反道徳的な詩句で有名。「鼠と猫のマスナヴィー」は政治風刺である。
- ウバイス・カーラーニー: イスラーム初期、ダイラム人との戦いの中、当地で殺害されたと考えられている。墓廟は「ソルターン・ヴェイス」。
- ハムド・アッラー・モストウフィー: イルハン朝の歴史家、著述家（1281-1344）。「撰史」（ターリーヘ・ゴズィーデ）、地理篇で有名な「心魂の歓喜（ノズハトルゴルーブ）、「ザファル・ナーメ」などがある。廟は青緑色の円錐ドームをもち、銘はスルス体でモストウフィー家の家系と作品が記されており、ガズヴィーンの建築の中でもひときわ目立つ。
- アフマド・ガザーリー: 1126年没。有名なスーフィズム思想家。アブー・ハミード・ガザーリーの弟。シャーザーデ・ホセインのそばに葬られている。16世紀末までには有名な巡礼地となっていた。シャー・タフマースプ1世の哲学・神秘主義への忌避によりガザーリーの墓廟は破壊されたため、ガザーリーの継承者らはエマームザーデ・エスマーイール通の現在地への移葬し新たな廟を建立した。モハンマド・ガージャール・ハーンの時代に再び破壊され、現在のものは1910年にモジュドルエスラーム・ガズヴィーニーによって再建されたもの。この墓廟の脇には1625年のソルターン・セイイェド・モハンマド・ワーリー廟がある。
- モッラー・ハリール・イブン・ガーズィー・カズウィーニー: 1678年没。サファヴィー朝の著名なイスラーム法学者、クルアーン注釈者。
- シャヒード・サーレス: 1846年没。
- ライーソル・モジャーヘディーン: 後のミールザー・ハサン・シェイホルエスラーム。ミールザー・マスウード・シェイホルエスラームの子。ガズヴィーンにおける立憲主義者・自由主義者の指導者。イラン立憲革命においてガージャール朝の小専制打倒への努力によりライーソル・モジャーヘディーンの称号を受けた。
- アリー・イブン・シャーザーン
- イブン・マージェ: アッバース朝時代に活躍したハディース学者（824-87）。スンナ派で最も権威あるハディース集の六書のひとつである『スナン』を著す。
- ヘイロル・ネサージュ
- イブラーヒーム・イスタンベフ・ヘラーヴィー
- ラーズィーオッディーン・ターレガーニー
- ヌールオッディーン・ギーリー
- アリー・イブン・ガーズィー・アフマド
- エマームオッディーン・ラフィーイー
- スィアーフ・コラーフ
- ヴァーエズ・ガズヴィーニー
- アッラーメ・ザラバーディー
- シェイフ・アラーク・ガズヴィーニー
- ダーウード・イブン・スライマーン・ガーズィー
- ピーレ・セフィード
- ピーレ・アーラムダール
- モッラー・アブドルワッハーブ・ダーロルシャフィーイー
- モハンマド・イブン・ヤフヤー：「ガムーソル・ロガート」の注釈者
- ゴッラトルエイン: 有名なバーブ教徒女性。

### 公式サイト
- ガズヴィーン州政府
- ガズヴィーン福祉協会
- ガズヴィーン農業ジハード協会
- ガズヴィーン州商業協会
- ガズヴィーン州教育庁
- ガズヴィーン州計画管理庁
- ガズヴィーン州住宅都市計画庁
- ガズヴィーン州自然資源庁
- ガズヴィーン州農業協同組合庁
- ガズヴィーン州協同組合庁
- ガズヴィーン州交通庁
- ガズヴィーン州農業水資源環境庁
- ガズヴィーン州水資源環境庁
- ガズヴィーン州畜産保健庁
- ガズヴィーン州技術訓練庁
- ガズヴィーン州法務施設総合事務所
- ガズヴィーン州関税局

### その他サイト
- ガズヴィーン化学者協会
- ガズヴィーン技術者ビューロー
- ガズヴィーン建築技術規制委員会
- ターバーン新聞 （ガズヴィーンが拠点）
- セダーイェ・サナアト（ガズヴィーンの月刊経済誌） * ガズヴィーン電話帳
- サーネエ・プーイェシュ（ガズヴィーン州の産業コンサルタント）
- ガズヴィーン写真家協会
- ガズヴィーン州インフォメーション・ネットワーク
- ガズヴィーン観光協会
- ガズヴィーン州文化遺産協会
- ミール・エマード・ガズヴィーニー・ウェブサイト
- ガズヴィーン・ヴィジュアルアーツ協会
- ガズヴィーン書家会議
- ガズヴィーン赤新月社救急隊
- テビヤーン（ガズヴィーン宗教文化協会）
- ガズヴィーン工業団地会社
- ガズヴィーン電力会社